# وو دینگ
وو دینگ(چینی:沃丁) زاده شده با نام زی شون(چینی:子绚) بر اساس سنن و روایات، شاهی بود از شاهان دودمان شانگ در چین، اما شواهد باستانشناسی اخیر، پادشاهی او را مورد تردید قرار داده‌اند.
سیما کیان، تاریخنگار و نویسنده هان، در کتاب شیجی، او را پنجمین پادشاه شانگ دانسته است که پس از پدرش تای جیا (چینی:太甲) در سال گوئیسی (چینی:癸巳) در تختگاه بو (چینی:亳) به شاهی نشسست و کین شی (چینی:卿士) وزیر اعظم او بود. او نوزده سال فرمان راند (برخی منابع ۲۹ سال گفته‌اند)؛ پس از مرگ به وی عنوان وو دینگ گفته شد. پس از مرگ وی، برادرش، تای گینگ به پادشاهی رسید.
کتیبه نگاری بر استخوان و لاک لاک پشتان، جیا گو ون که در یینگسو کشف شده‌اند، او را از شاهان شانگ ندانسته‌اند.